# Corticiasca
Corticiasca is een plaats en voormalige gemeente in het Zwitserse kanton Ticino, en maakt deel uit van het district Lugano. Corticiasca telt 144 inwoners.
Op 20 april 2008 ging de gemeente op in Capriasca.

## Geboren
- Amélia Christinat (1926-2016), politica